# Liste der diplomatischen Vertretungen in Malawi

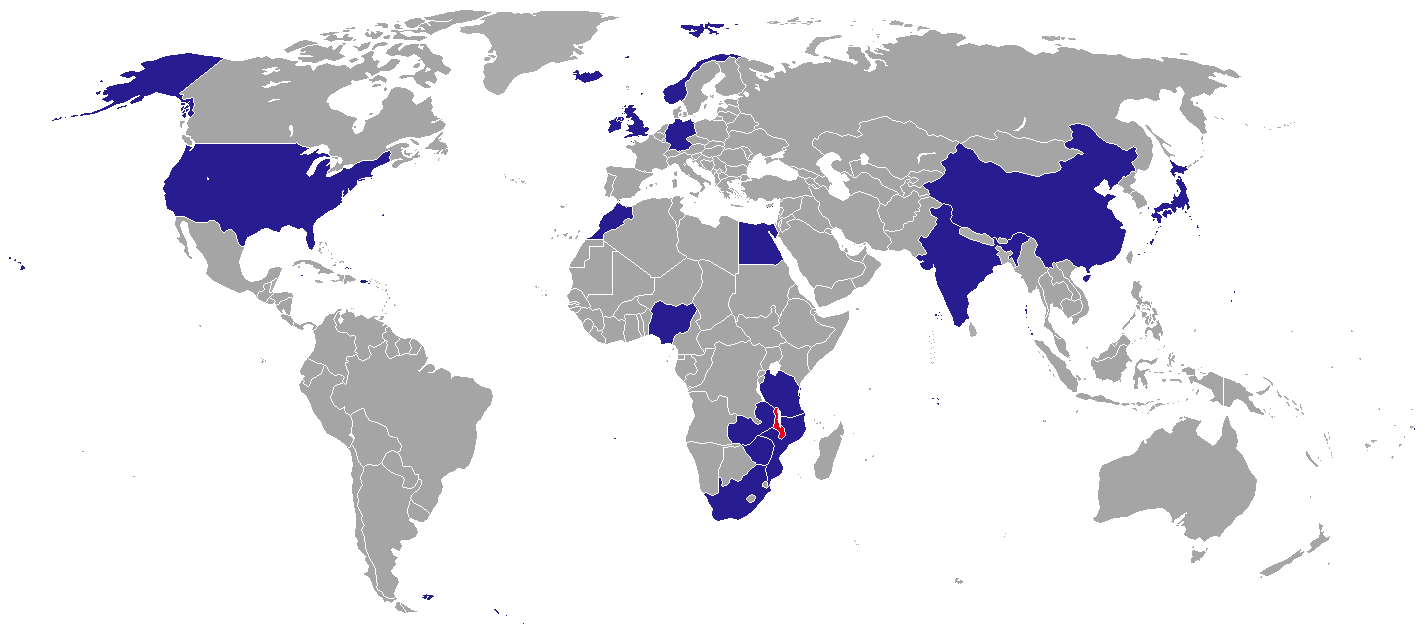
Staaten mit einer Botschaft in Malawi

Die Liste der diplomatischen Vertretungen in Malawi führt Botschaften und Konsulate auf, die im afrikanischen Staat Malawi eingerichtet sind (Stand 2019).

## Botschaften in Lilongwe
18 Botschaften sind in der malawischen Hauptstadt Lilongwe eingerichtet (Stand 2019).

### Staaten
| - Ägypten: Botschaft - Brasilien: Botschaft - Deutschland: Botschaft - Indien: Hohe Kommission - Iran: Botschaft - Island: Botschaft - Japan: Botschaft - Mosambik: Hohe Kommission - Niger: Hohe Kommission |  | - Norwegen: Botschaft - Südafrika: Hohe Kommission - Tansania: Hohe Kommission - Sambia: Hohe Kommission - Simbabwe: Hohe Kommission - Vereinigtes Königreich: Hohe Kommission - Vereinigte Staaten: Botschaft - Volksrepublik China: Botschaft |

### Vertretungen Internationaler Organisationen
- Heiliger Stuhl, Botschaft
- Europäische Union, Delegation

## Konsulate in Malawi

### Konsulate
- Mosambik (Blantyre)